# 羅海德 (內華達州)
羅海德（英語：Rawhide）是位於美國內華達州米納勒爾縣的鬼鎮。

## 歷史
羅海德的郵局於1907年設立，其後於1941年停運。

## 地理
羅海德所處的海拔為高於海平面1548米（即5080英呎），而該地所採用的時區為UTC-8，即太平洋时区（PST）。同時該地設有夏令時間，為UTC-8調快一小時，即UTC-7（PDT）。